# Adam Baldwin
Adam Baldwin (Winnetka, Illinois, 27 de febrero de 1962) es un actor de cine y televisión estadounidense. Es conocido principalmente por su papel en la película de Stanley Kubrick Full Metal Jacket, por interpretar a Ricky Linderman en My Bodyguard, a Knowle Rohrer en The X-Files, a Jayne Cobb en la serie Firefly y su continuación, la película Serenity, y a Marcus Hamilton en Ángel. También dio vida al agente John Casey en la serie Chuck, al comandante Mike Slattery en la serie The Last Ship y al Mayor Mitchell en la película Independence Day.
Aunque comparten el mismo apellido, Adam no tiene ningún parentesco con los hermanos Baldwin, todos ellos actores.

## Filmografía

### Televisión
- 9-1-1: Lone Star (Detective McGregor) (2023)
- GunnyTime (Él mismo/Anfitrión) (2019-presente)
- The Last Ship (2014-2018)
- Castle (2012 y 2015)
- The Inside
- Chuck (2007-2012) (Mayor/Coronel Casey)
- Bones (2006)
- Day Break (2006)
- Ángel (Marcus Hamilton) (2004)
- Stargate SG-1 (2004)
- CSI: Miami (2003)
- Firefly (Jayne Cobb) (2002-2003)
- The X-Files (Knowle Rohrer) (2001-2002)
- Más allá del límite (1998)
- Justicia a ciegas (1994) (Telefilme)

### Voz
- Xbox Halo 3, dando voz a un oficial de la Marina.
- La muerte de Superman, película de animación donde dio voz a Superman.
- Halo 3: ODST, dando voz al soldado Taylor H. Miles.
- Mass Effect 2, doblando a varios personajes secundarios.
- DC Universe Online, videojuego en línea donde dio voz a Superman.
- Transformers: Prime, dando voz al personaje Breakdown.
- Hulk y los agentes de S.M.A.S.H., como la voz de Vance Astro.
- Guardianes de la Galaxia, repitiendo como Vance Astro.

### Cine
- My Bodyguard (Ricky Linderman) (1980)
- Ordinary People (1980)
- D.C. Cab (1983)
- Reckless (1984)
- Welcome Home, Bobby (1986)
- Full Metal Jacket (La chaqueta metálica) (1987)
- The Chocolate War (1988)
- Cohen and Tate (1989)
- Next of Kin (1989)
- Depredador 2 (1990)
- Radio Flyer (1992)
- Deadbolt (1992)
- Where the Day Takes You (1992)
- Wyatt Earp (1994)
- Trade Off (1995)
- Independence Day (1996)
- Smoke Jumpers (1996)
- Gargantúa (1998)
- El patriota (2000)
- Dr. Jekyll and Mr. Hyde (2000)
- Double Bang (2001)
- Jackpot (2001)
- Control Factor (2002)
- Evil Eyes (2004)
- La aventura del Poseidón (2005)
- Serenity (2005)
- The Thirst (2006)
- Sands of Oblivion (2007)
- Drillbit Taylor (cameo) (2008)
- Gospel Hill (2008)
- Little Fish, Strange Pond (2009)
- Browncoats: Redemption (2010)
- InSight (2011)
- The Assignment (2011)
- The Kid (2019)
- The Legend of 5 Mile Cave (Sam Barnes) (2019)
- American Underdog (Terry Allen) (2021)